# Liste der Wasserkraftwerke in Albanien
Die folgende Liste stellt die Wasserkraftwerke in Albanien dar. Die ersten größeren Wasserkraftwerke wurden in Albanien nach dem Zweiten Weltkrieg durch die Kommunisten von Enver Hoxha mit sowjetischer und chinesischer Hilfe gebaut. Nach dem Sturz der Diktatur 1991 öffnete sich das Land sowohl politisch als auch ökonomisch. In Folge sind durch Investitionen ausländischer Unternehmen einige Kraftwerke erbaut worden, sind in Bau oder in der Planungsphase. Schon in kommunistischer Zeit bestanden im Land zahlreiche Kleinkraftwerke. Auch solche Anlagen wurden neu erbaut. Insgesamt gibt es in Albanien rund 230 Wasserkraftwerke (Stand 2021), wovon diejenigen in privatem Besitz rund 40 % der inländischen Produktion abdecken.
Die folgende Liste bietet einen Überblick der größten und weiterer bedeutender Kraftwerke im Land.
| Talsperre                                              | Bashkia               | Bauzeit        | Nennleistung der Turbinen in Megawatt | Fluss          | Status                  |
| ------------------------------------------------------ | --------------------- | -------------- | ------------------------------------- | -------------- | ----------------------- |
| Koman                                                  | Vau-Deja              | 1979–1986      | 600                                   | Drin           | in Betrieb              |
| Fierza                                                 | Fushë-Arrëz / Tropoja | 1971–1978      | 500                                   | Drin           | in Betrieb              |
| Vau-Deja                                               | Shkodra / Vau-Deja    | 1968–1973      | 250                                   | Drin           | in Betrieb              |
| Moglica                                                | Maliq                 | 2015–2020      | 197                                   | Devoll         | in Betrieb              |
| Ura e Fanit (Kraftwerk Fang / Qafë-Molla-Stausee)      | Mirdita               | 2013–2019      | 74,6                                  | Großer Fan     | in Betrieb              |
| Banja                                                  | Cërrik                | 2013–2016      | 73                                    | Devoll         | in Betrieb              |
| Ashta                                                  | Vau-Deja              | 2010–2013      | 50                                    | Drin           | in Betrieb              |
| 10 Wasserkraftwerke am Bach Okshtun bei Okshtun i Madh | Bulqiza               | 2010–2019      | 30,65                                 | Okshtun        | in Betrieb              |
| Peshqesh                                               | Mirdita               | 2013–2017      | 27,94                                 | Großer Fan     | in Betrieb              |
| Ulza                                                   | Mat                   | 1957           | 25,2                                  | Mat            | in Betrieb              |
| Shkopet                                                | Kurbin                | 1963           | 24                                    | Mat            | in Betrieb              |
| Bistrica 1                                             | Finiq                 | 1960–1966      | 22,5                                  | Bistrica       | in Betrieb              |
| Bistrica 2                                             | Finiq                 | 1960–1966      | 5                                     | Bistrica       | in Betrieb              |
| Lengarica                                              | Përmet                | 2011–2015      | 9                                     | Lengarica      | in Betrieb              |
| Lanabregas                                             | Tirana                | 1949–1951      | 5                                     | Quellwasser    | in Betrieb              |
| Kokël                                                  | Gramsh                | noch unbekannt | 280 *                                 | Devoll         | Konzession erteilt      |
| Kalivaç                                                | Memaliaj / Selenica   | im Bau         | 94                                    | Vjosa          | Bauarbeiten eingestellt |
| Kaludha                                                | Përmet                | noch unbekannt | 75                                    | Vjosa          | in Planung              |
| Skavica                                                | Kukës                 | noch unbekannt | noch unbekannt                        | Schwarzer Drin | in Planung              |
| Bistrica 3                                             | Finiq                 | vor 2018       | 1,57                                  | Bistrica       | in Betrieb              |